# Abandon (spiritualité)
Pour les articles homonymes, voir Abandon.
L'abandon est une attitude spirituelle de remise de soi à Dieu qui est aussi vieille que le christianisme lui-même. 

## Pères et Mères du désert
Les Pères du désert sous le terme de" renoncement intérieur", du "détachement radical" vivaient déjà une spiritualité de l'abandon. On retrouve cette spiritualité chez de nombreux grands Pères de l'Église, notamment chez Maxime le confesseur qui l'emprunte à Evagre le Pontique. On l'a retrouve chez Jean Cassien. Il ne convient pas de se centrer uniquement sur le terme d'abandon pour comprendre l'histoire de cette attitude spirituelle, mais de se référer à tous les mots synonymes utilisés au cours de l'histoire chrétienne pour cerner cette attitude spirituelle.  

## Mystique rhénane
L'acmé de cette spiritualité voit le jour aux siècles de la mystique rhénane et flamande sous le terme de détachement auquel Maître Eckhart consacre un traité, Jan Van Ruysbroeck valorise la prière du fond de l'être sans aucun attachement à soi-même, "sans mode". Jusqu'au début du XVIIe siècle, cette École spirituelle dite École nordique, est, malgré la condamnation de Maître Eckhart et de Marguerite Porete et des Béguines, extrêmement présente dans de nombreux monastères et couvents. Elle avait fortement influencée Jean de la Croix et Thérèse d'Avila. L'ouvrage flamand La perle évangélique, écrit par un anonyme, publié en français en 1602, illustre l'influence de cette littérature nordique au début du XVIIe. 

## Quiétisme moliniste
Cette spiritualité est, cependant, en difficulté à la fin du XVIIe. La condamnation de Miguel de Molinos  en 1687 pour quiétisme, les procès pour tendances quiétistes en 1689 (condamnation de Benoît de Canfeld, de Jean de Bernières, de Jean-Joseph Surin), puis la condamnation de Fénelon en 1699 entraînent une désaffection pour cette spiritualité pourtant traditionnelle.

## Second quiétisme français
Ce type de spiritualité chrétienne revient au devant de la scène au début du XVIIIe siècle en France, à travers un petit ouvrage attribué à Jean-Pierre de Caussade, L'abandon à la Providence divine. Pour saisir le texte attribué à Caussade il faut revenir à Madame Guyon. Elle a proposé une spiritualité de l'abandon qui inquiéta Bossuet qui voyait dans cette spiritualité, une nouvelle forme de quiétisme. Il la fit enfermer durant de nombreuses années au donjon de Vincennes puis à la Bastille. On reconnaît aujourd'hui la spiritualité de Madame Guyon comme traditionnelle, trouvant son ancrage dans les siècles de l'histoire chrétienne. La publication des œuvres de Madame Guyon aux éditions Honoré de Champion par Dominique Tronc a marqué un tournant dans la relecture des œuvres de Mme Guyon. La récente édition des Discours sur la vie intérieure de Madame Guyon par le Centre St Jean de la Croix manifeste cette réhabilitation de Mme Guyon. Cet ouvrage est préfacé par le père Placide Deseille qui montre combien l'enseignement de Mme Guyon est dans la filiation des Pères du désert et des grands textes ascétiques "orientaux". L'éditeur de cet ouvrage le père Max Huot de Longchamps du centre St Jean de la Croix, est spécialiste de St Jean de la Croix et des mystiques rhéno-flamands, notamment de Marguerite Porete mise au bûcher en 1310.   
Les derniers travaux  sur le texte attribué à Jean-Pierre de Caussade L'abandon à la Providence de Dieu, montrent que ce texte ne peut être un texte de Caussade lui-même, l'écriture est très différente de celle de Caussade, mais est un texte provenant des cercles guyonniens de l'Est de la France qui ont utilisé le nom de Caussade pour faire circuler ce texte à une époque où Mme Guyon avait mauvaise presse. 

## Abandon spirituel de toujours
On peut considérer la notion d'abandon comme l'un des éléments de la spiritualité du XVIIIe, mais bien davantage comme un élément majeur de toute la tradition chrétienne, des premiers siècles à Charles de Foucauld. 
La prière d'abandon la plus connue est celle de Jésus-Christ faite lors de son agonie au Mont des Oliviers : « Père, si tu le veux, éloigne de moi cette coupe ; cependant, que soit faite non pas ma volonté, mais la tienne. » (dans Bible Segond 1910/Évangile selon Luc 22,42)
La prière d'abandon de Charles de Foucauld a connu une grande diffusion.